# Aethes sulphurosana
Aethes sulphurosana es una especie de polilla del género Aethes, categorizada en la tribu Cochylini, de la subfamilia Tortricinae.

## Distribución
Se distribuye por Argelia.

## Taxonomía
Fue descrita por Kennel en 1901 y publicada en (Conchylis), Dt. ent. Z. Iris 13 (1900): 237.